# (4134) Schütz
(4134) Schutz, désignation internationale (4134) Schütz, est un astéroïde de la ceinture principale.

## Description
(4134) Schutz est un astéroïde de la ceinture principale. Il fut découvert le 15 février 1961 à Tautenburg par Freimut Börngen et fut nommé en l'honneur du compositeur allemand Heinrich Schütz (1585-1672). 
Il présente une orbite caractérisée par un demi-grand axe de 2,30 UA, une excentricité de 0,10 et une inclinaison de 4,2° par rapport à l'écliptique.

## Compléments